# Beacon (New York)
Beacon ist eine im Tal des Hudson River etwa 20 km südlich von Poughkeepsie und 90 km nördlich von New York City im US-Bundesstaat New York gelegene Stadt mit 13.769 Einwohnern (Stand: Volkszählung 2020). Im Westen wird der Ort durch den Hudson begrenzt, an dessen Westufer die Stadt Newburgh liegt, während die östliche Gemeindegrenze im Gebirgszug Hudson Highlands verläuft, dessen höchste Erhebung Beacon Mountain sich direkt östlich der Stadt befindet.

## Geschichte
Auf dem Gebiet der heutigen Stadt Beacon befanden sich seit 1709 die Dörfer Matteawan und Fishkill Landing, die zu den ersten Siedlungen im Bundesstaat zählten. Am 15. Mai 1913 wurden die beiden Orte und ein Teil des Weilers Glenham zur Stadt Beacon zusammengeschlossen, deren Bezeichnung – englisch für Leuchtfeuer – vom nahegelegenen Berg Beacon Mountain und den dort während des Amerikanischen Unabhängigkeitskriegs zur Kommunikation mit der Kontinentalarmee entzündeten Signalfeuern abgeleitet wurde. Der Name wurde zuvor bereits informell für die am Fuße des Berges gelegenen Orte verwendet.
Entlang des im heutigen Stadtgebiet in den Hudson mündenden Fishkill Creek entstanden im 18. Jahrhundert erste Getreidemühlen, die im 19. Jahrhundert durch zahlreiche Betriebe der Textilindustrie ergänzt wurden. Insbesondere die Herstellung von Hüten erlangte große Bedeutung. Seit 1743 bestand in Fishkill Landing ein Hafen, der nach etwa hundert Jahren durch die 1851 entlang des Hudsons eröffnete Eisenbahnstrecke abgelöst wurde. Weitere zeitweise bedeutende Industriezweige umfassten die Herstellung von Ziegeln und Papier. Ab den 1970er-Jahren verlor Beacon jedoch einen Großteil seiner produzierenden Industrie.
Seit dem 19. Jahrhundert sind das Tal des Hudsons und die umliegenden Regionen zudem touristische Ziele, insbesondere für den nahegelegenen Großraum New York. Der Beacon Mountain wurde von 1902 bis 1978 durch die Mount Beacon Incline Railway, eine Standseilbahn, erschlossen; in den 1960er- und 1970er-Jahren bestand an einem der Hänge oberhalb des Hudsons zudem ein Dutchess genanntes Skigebiet.
Die gleichzeitig rückläufige Bedeutung des Ortes für Industrie und Tourismus führte dazu, dass von den späten 1970er-Jahren bis in die 1990er-Jahre zeitweise bis zu 80 % der Industrie- und Gewerbeflächen in Beacon leerstanden. Erst seit den späten 1990er-Jahren entwickelt sich die Stadt wieder zu einem wirtschaftlichen und kulturellem Zentrum, wozu unter anderem das 2003 eröffnete Kunstmuseum Dia:Beacon beiträgt.

## Demografische Daten
Die Volkszählung im Jahr 2000 ergab, dass die 13.808 Einwohner Beacons in 5.091 Haushalten und 3.360 Familien lebten. Nach ethnischer Abstimmung verteilten sich die Bewohner auf 9.440 Weiße (68,37 %), 2.713 Afro-Amerikaner (19,65 %), 2.334 Hispanics/Latinos (16,9 %), 181 Asiaten (1,31 %), 43 Indianer (0,31 %) und 956 Personen „sonstiger Abstammung“. 475 Einwohner zählten sich mehr als einer der genannten Bevölkerungsgruppen zugehörig.
Im durchschnittlichen Haushalt Beacons lebten 2000 2,61 Personen; die durchschnittliche Familiengröße betrug 3,23 Personen. Das Durchschnittsalter lag bei 36 Jahren; das Verhältnis zwischen Frauen und Männern bei 100 zu 90,3. Ein durchschnittlicher Haushalt konnte ein Jahreseinkommen von 45.236 US-Dollar verzeichnen, Familien 53.811 Dollar. Männer erhielten im Mittel 40.949 Dollar, Frauen 29.154 Dollar. Das Pro-Kopf-Einkommen betrug 20.654 Dollar im Jahr. 1.465 Einwohner (11 %) bzw. 310 Familien (9,1 %) lebten unter der Armutsgrenze, darunter 834 unter 18 (11 %) und 99 über 65 (8,6 %).

## Verkehr
Die wichtigste überregionale Straßenverkehrsverbindung in Beacon ist die in Ost-West-Richtung verlaufende Fernstraße I-84, die den Hudson River auf der Newburgh–Beacon Bridge überquert. Neben dieser mautpflichtigen Brücke besteht zudem seit 2005 wieder eine Fährverbindung zwischen Beacon und Newburgh. In Nord-Süd-Richtung wird Beacon vor allem durch die New York State Route 9D erschlossen.
Der Ort liegt ferner an der dem Ostufer des Hudson folgenden Bahnstrecke, der Hudson Line. Die Metro-North Railroad bietet darauf im Personenverkehr mindestens stündlich Verbindungen Richtung Poughkeepsie und New York City an; den Güterverkehr wickelt CSX Transportation ab. Eine weitere, jedoch nicht planmäßig genutzte Bahnstrecke führt von Beacon Richtung Osten nach Brewster.
Der nächste Flughafen ist der Stewart International Airport westlich von Newburgh.

## Kultur
Die Außenaufnahmen von Nobody’s Fool – Auf Dauer unwiderstehlich wurden zwischen November 1993 und Februar 1994 in der Stadt gedreht. Um die fiktive Kleinstadt North Bath darzustellen, wurden an der Main Street einige falsche Fassaden errichtet, und die Auslagen sowie Namensschilder der Geschäfte wurden für die Dauer der Dreharbeiten geändert.

## Bekannte Söhne und Töchter der Stadt
- James V. Forrestal (1892–1949), Marine- und Verteidigungsminister der USA
- Robert Montgomery (1904–1981), Schauspieler
- Sharon M Hart (1945–2013), Autorin von Jugendbüchern
- Jacob Levy Moreno (1889–1974), österreichisch-amerikanischer Arzt, Psychiater, Soziologe, Begründer des Psychodramas, der Soziometrie und der Gruppenpsychotherapie.
- Melio Bettina (1916–1996), Boxer